# Orion-Klasse (1912)
Die Orion-Klasse war eine Klasse von vier Schlachtschiffen, die Ende der 1900er Jahre für die Royal Navy gebaut wurden. Die Schiffe waren die meiste Zeit ihrer Geschichte dem 2. Kampfgeschwader der Home- und Grand Fleet zugeteilt. Abgesehen von der Teilnahme an dem gescheiterten Versuch, die deutschen Schiffe abzufangen, die Ende 1914 Scarborough, Hartlepool und Whitby bombardiert hatten, der Skagerrakschlacht und dem ergebnislosen Gefecht vom 19. August 1914 bestand ihr Einsatz hauptsächlich aus Wach- und Patrouillenfahrten in der Nordsee.

## Geschichte
Das ursprüngliche Marineprogramm von 1909 bis 1910 umfasste zwei Schlachtschiffe und einen Schlachtkreuzer, wurde aber später auf Grund des öffentlichen Drucks auf die Regierung wegen des Deutsch-Britisches Wettrüstens auf sechs Schlachtschiffe und zwei Schlachtkreuzer erhöht. Das ursprüngliche Schlachtschiffpaar wurde zur Colossus-Klasse und war eine verbesserte Version des vorangegangenen Schlachtschiffs Neptune. Im April 1909 wurde ein drittes Schlachtschiff in das Programm aufgenommen, das mit stärkeren Waffen ausgestattet sein sollte als die früherer Schiffe. Drei weitere Schiffe dieser Klasse sowie ein weiterer Schlachtkreuzer waren Teil des im August genehmigten Notfallprogramms.
Im Gegensatz zu allen vorangegangenen Schlachtschiffen, bei denen es sich um schrittweise Verbesserungen des ursprünglichen Entwurfs der Dreadnought handelte und die durch Kosten- und Größenbeschränkungen eingeschränkt waren, stellte die Orion-Klasse ein vollkommen neues Konzept da, bedingt durch die Notwendigkeit, größere Geschütze und zusätzliche Panzerung unterzubringen. Die Geschütze wurden alle auf der Mittellinie des Rumpfes in übereinander angeordneten Geschütztürmen positioniert, eine Anordnung, die erstmals bei der Neptune für die hinteren Haupttürme verwendet wurde. Diese Idee war von der US-Marine in ihrer South-Carolina-Klasse entwickelt worden, aber die Marine übernahm das Konzept nur langsam, da sie die Auswirkungen des Mündungsknalls auf die Geschützcrew in den offenen Visierhauben auf den Dächern der unteren Geschütztürme fürchtete.

## Einheiten
| Name      | Bauwerft                               | Kiellegung        | Stapellauf      | Indienststellung | Außerdienststellung | Verbleib                                   |
| --------- | -------------------------------------- | ----------------- | --------------- | ---------------- | ------------------- | ------------------------------------------ |
| Orion     | Portsmouth Dockyard, Portsmouth        | 29. November 1909 | 20. August 1910 | 2. Januar 1912   | März 1922           | abgebrochen                                |
| Monarch   | Armstrong-Whitworth, Elswick           | 1. April 1910     | 30. März 1911   | 27. April 1912   | 5. Mai 1922         | am 21. Januar 1925 als Zielschiff versenkt |
| Conqueror | William Beardmore and Company, Dalmuir | 5. April 1910     | 1. Mai 1911     | 1. Dezember 1912 | Juni 1922           | abgebrochen                                |
| Thunderer | Thames Ironworks, London               | 13. April 1910    | 1. Februar 1911 | 15. Juni 1912    | 1921                | abgebrochen                                |

## Konstruktion

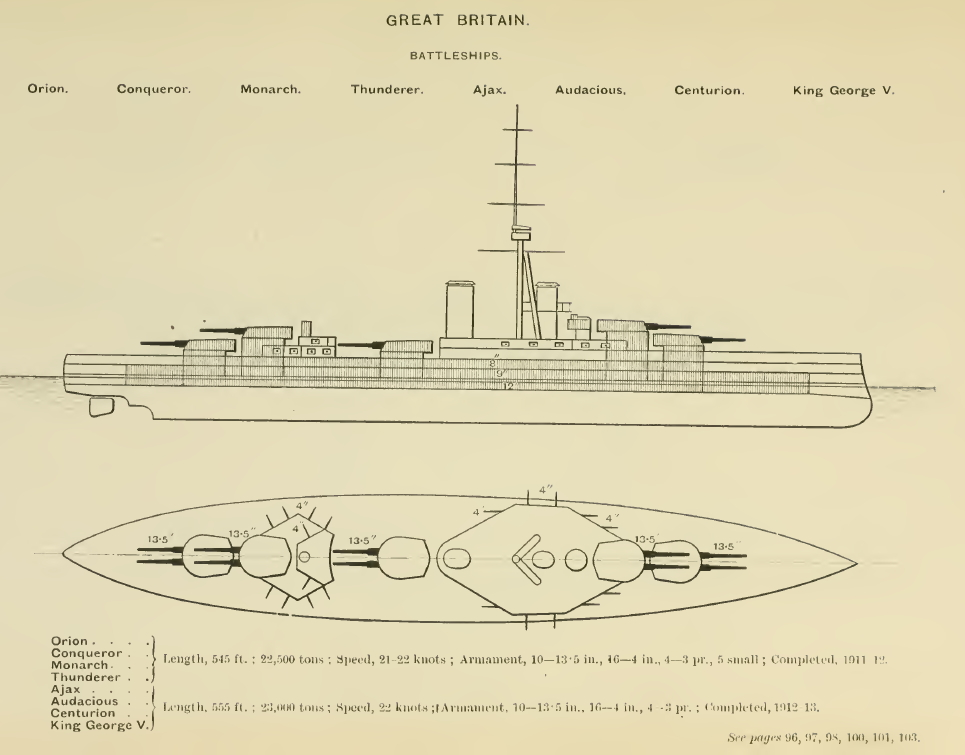
Rechter Aufriss und Draufsicht

Die Schiffe hatten eine Gesamtlänge von 177,10 m, eine Breite von 26,80 m und einen Tiefgang von 8,40 m. Die Verdrängung lag zwischen 22.556 t und 26.285 t.

### Antrieb
Die Schiffe waren mit 2 Parsonsturbinen ausgestattet, die jeweils zwei Wellen antrieben und insgesamt 27.000 PS (19.858 kW) entwickelten, mit der sie eine Höchstgeschwindigkeit von 21 Knoten (39 km/h) erreichte. Der Dampf wurde von achtzehn Babcock & Wilcox  Wasserrohrkesseln geliefert. Die Schiffe konnten maximal 3.353 t Kohle oder 812 t Heizöl mitführen, was ihr bei 10 Knoten (19 km/h) eine Reichweite von 6.730 Seemeilen (12.460 km) ermöglichte. Die Besatzungen der Schiffe bestand aus 752 Offizieren und Mannschaft.

### Bewaffnung

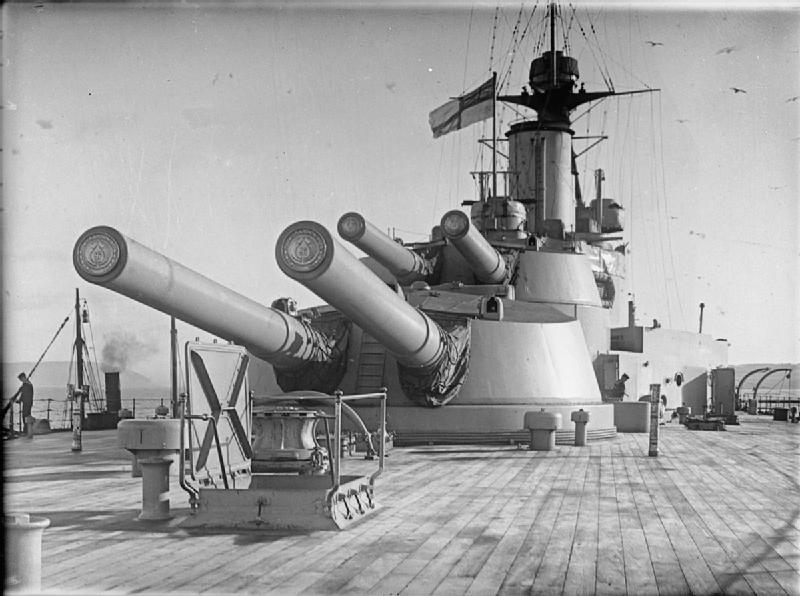
Die 343-mm-Geschütze

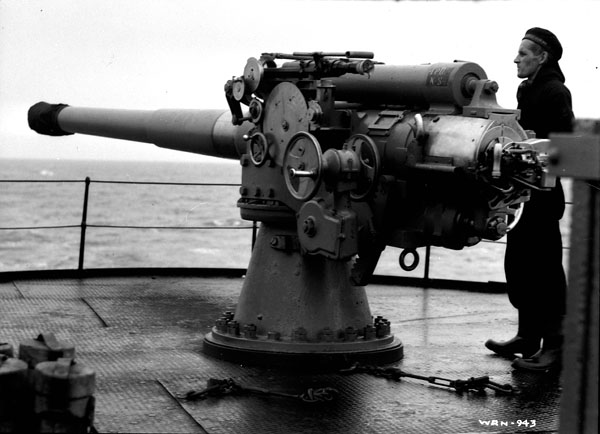
Sekundärbewaffnung: 102-mm-Geschütze

Die Hauptbewaffnung bestand aus zehn 343-mm-Geschützen in fünf Zwillingstürmen jeweils zwei vor und hinter den sowie einer zwischen den Aufbauten mit den Bezeichnungen "A", "B", "Q", "X" und "Y" (von vorne nach achtern). Dieses Geschütz wurde entwickelt, da die Marine der Ansicht war, dass das vorherige 305-mm-Geschütz nicht weiterentwickelt werden konnte und ein neues mit größerem Kaliber benötigt wurde, um Kampfhandlungen in größeren Entfernungen und der Notwendigkeit einer größeren Durchschlagskraft und Zerstörungswirkung gerecht zu werden. Die Kanonen hatten bei einer maximalen Elevation von 20° und einer Mündungsgeschwindigkeit von 899 m/s  eine Reichweite von 21.780 m. Die Schiffe hatten zwischen 80 und 100 Granaten je Geschütz an Bord. Die Sekundärbewaffnung bestand aus sechzehn 102-mm-Kanonen. Vier dieser Geschütze befanden sich in freiliegenden Lafetten auf dem Schutzdeck, die übrigen Geschütze waren in den Aufbauten untergebracht. Die 2 t schweren Geschütze hatten bei einer maximalen Elevation von +15° und bei einer Mündungsgeschwindigkeit von 860 m/s eine Reichweite von 10.424 m. Außerdem hatten die Schiffe fünf 8-mm-Maxim-Maschinengewehre sowie drei 533-mm-Torpedorohre, von denen sich eines auf jeder Breitseite und das dritte im Heck befand.

### Sensoren, Feuerleitsystem
Die Steuerstände für die Hauptbewaffnung befanden sich in den Marsen des Fock- und Großmastes. Die Daten eines 2,7 m  Barr- und Stroud-Koinzidenz-Entfernungsmessers, wurden in eine Dumaresq-Rechenmaschine eingegeben und elektrisch an die Vickers-Entfernungsuhren übertragen, die sich in der Übertragungsstation unter jeder Position auf dem Hauptdeck befanden, wo sie in Entfernungs- und Vorhaltedaten für die Geschütze umgewandelt wurden. Diese  wurden auch grafisch auf ein Plotting board übertragen, um dem Geschützoffizier bei der Vorhersage der Bewegung des Ziels zu helfen. Die Geschütztürme, Sendestationen und Steuerstände konnten in nahezu beliebiger Kombination miteinander verbunden werden als Reserve konnten zwei Geschütztürme auf jedem Schiff im Bedarfsfall übernehmen.

### Panzerung
Im Vorgriff auf die zu erwartende Vergrößerung des Kalibers ausländischer Marinegeschütze wurde der Schutz durch eine wesentlich stärkere vertikale Rumpfpanzerung erheblich verbessert. Während sich die Schiffe bereits im Bau befanden, wurde die Frage des Schiffsbugs und -hecks untersucht, so dass Änderungen vorgenommen wurden, wobei der 152-mm-Panzergürtel weiter nach vorne verlängert und am Spant 15 auf 101 mm reduziert wurde. Die Schiffe verfügten über einen Wasserliniengürtel aus Krupp-Zementstahl. Er war mittschiffs 304 mm dick und verjüngte sich nach vorn auf 152 mm und achtern auf 64 mm. Der Gürtel bedeckte das Schiff vom Mitteldeck bis 1 m unterhalb der Wasserlinie. Darüber befand sich ein Plankengang mit 203 mm-Panzerung. 152-mm-Querschotten vorne und 203 mm Querschotten achtern verbanden den Gürtel mit den Barbetten. Die Barbetten waren mit 254 mm oberhalb des Hauptdecks und darunter mit 178 mm gepanzert. Die Geschütztürme waren an den Seiten zwischen 203 mm und 279 mm und auf dem Dach mit 76 mm gepanzert. Die vier gepanzerten Decks hatten eine Dicke von 25 bis 102 mm. Der Kommandoturm war rundherum mit 279-mm- und auf dem Dach mit 76-mm-Platten gesichert.

## Dienst
Nach ihrer Indienststellung wurden alle vier Schiffe der 2. Division der Heimatflotte zugeteilt. Die Orion wurde das Flaggschiff des zweiten Kommandanten der Division und behielt diese Position bis März 1919. Die Monarch, Thunderer und Orion nahmen am 9. Juli an der  Parlamentsflottenschau in Spithead teil. Anschließend beteiligten  sie sich an Trainingsmanövern mit Vizeadmiral Prinz Louis von Battenberg, der die Blaue Flotte an Bord der Thunderer kommandierte. Die drei Schiffe empfingen am 24. Juni 1913 den französischen Staatspräsidenten Raymond Poincaré in Spithead. Und während der jährlichen Manöver im August war die Thunderer das Flaggschiff von Vizeadmiral John Jellicoe, dem Befehlshaber der „Roten Flotte“. Zwischen dem 17. und 20. Juli 1914 nahmen die Schiffe an einer Test-Mobilmachung und Flottenüberprüfung als britische Reaktion auf die Julikrise teil. Anschließend schlossen sie sich der Home Fleet in Scapa Flow an, um die Flotte vor einem möglichen deutschen Überraschungsangriff zu schützen.
Nach der britischen Kriegserklärung an Deutschland am 4. August wurde die Home Fleet als Grand Fleet reorganisiert und dem Kommando von Admiral Jellicoe unterstellt. Nach der Vorkriegsdoktrin sollte die Grand Fleet eine Entscheidungsschlacht gegen die deutsche Hochseeflotte führen. Diese große Schlacht kam jedoch nur langsam zustande, da die Deutschen zögerten, ihre Schlachtschiffe gegen die überlegenen britischen Streitkräfte einzusetzen. Infolgedessen verbrachte die Grand Fleet ihre Zeit mit der Ausbildung in der Nordsee, unterbrochen von gelegentlichen Einsätzen, um deutsche Überfälle oder größere Flotteneinsätze abzufangen.